# Đồng Cốc
Đồng Cốc là một xã thuộc huyện Lục Ngạn, tỉnh Bắc Giang, Việt Nam.

## Địa lý
Xã Đồng Cốc có diện tích 18,27 km², dân số năm 2023 là 6.661 người, mật độ dân số đạt 364 người/km².

## Hành chính
Xã Đồng Cốc được chia thành 8 thôn: Ao Quê, Ao Tán, Cao Thượng, Du, Đồng Phong, Phúc Hòa, Trung Phong, Tư Thâm.

## Lịch sử
Ngày 10 tháng 7 năm 1958, Bộ Nội vụ ban hành Nghị định số 225-NV về việc thành lập xã Tân Quang thuộc huyện Lục Ngạn trên cơ sở 8 thôn: Áp, Bóm, Đồng Lâm, Núi Cá, Sàng Bến, Sàng Nội, Thạc Do, Trại Mật của xã Đồng Cốc.
Xã Đồng Cốc còn lại 7 thôn: Hố Thượng, Mít Tán, Phong Dao, Phúc Kiến, Thảo Du, Thủm, Tủ Thăm.
Ngày 27 tháng 10 năm 1962, Quốc hội ban hành Nghị quyết về việc thành lập tỉnh Hà Bắc trên cơ sở tỉnh Bắc Giang và tỉnh Bắc Ninh. Khi đó, xã Đồng Cốc thuộc huyện Lục Ngạn, tỉnh Hà Bắc.
Ngày 6 tháng 11 năm 1996, Quốc hội ban hành Nghị quyết về việc chia tỉnh Hà Bắc thành tỉnh Bắc Giang và tỉnh Bắc Ninh. Khi đó, xã Đồng Cốc thuộc huyện Lục Ngạn, tỉnh Bắc Giang.